# Flavius Studius
Flawiusz Studius (łac. Flavius Studius) − polityk Cesarstwa Wschodniorzymskiego.
Flawiusz Studius został wybrany przez dwór wschodni konsulem w 454 razem z Flawiuszem Aecjuszem. Był szlachetnie urodzonym, bardzo zamożnym i gorliwym chrześcijaninem. W 464, gdy zatwierdzono go jako patrycjusza, zbudował kościół pod wezwaniem św. Jana Chrzciciela wraz z przylegającym klasztorem, zwanym od jego imienia Studion w pobliżu Złotej Bramy (Porta Aurea).